# Чемпионат СССР по классической борьбе 1977
46-й Чемпионат СССР по классической борьбе проходил в Ташкенте с 4 по 6 марта 1977 года. В соревнованиях участвовали 284 борца. Главный судья — Ю. Н. Зеленин.

## Медалисты
| Весовая категория   | Золото                                             | Серебро                                       | Бронза                                           |
| ------------------- | -------------------------------------------------- | --------------------------------------------- | ------------------------------------------------ |
| Наилегчайший вес    | Владимир Хатунов Вооружённые Силы (Ростов-на-Дону) | Анатолий Бозин «Урожай» (Казань)              | Александр Русанов Вооружённые Силы (Североморск) |
| Легчайший вес       | Камиль Фаткулин «Буревестник» (Ташкент)            | Виктор Жук «Колос» (Киев)                     | Алексей Шумаков «Буревестник» (Красноярск)       |
| Полулёгкий вес      | Виталий Константинов «Динамо» (Ульяновск)          | Виктор Пивоваров Вооружённые Силы (Краснодар) | К. Хайзраманов «Локомотив» (Москва)              |
| Лёгкий вес          | Раиди Абрамишвили «Динамо» (Тбилиси)               | Нельсон Давидян «Динамо» (Киев)               | Аббос Шадыев Вооружённые Силы (Бухара)           |
| 1-й полусредний вес | Сурен Налбалдян Вооружённые Силы (Ростов-на-Дону)  | Олег Давидян «Динамо» (Киев)                  | Александр Алиев Вооружённые Силы (Москва)        |
| 2-й полусредний вес | Владимир Земков Вооружённые Силы (Саранск)         | Анатолий Быков «Динамо» (Алма-Ата)            | Александр Баранов «Трудовые резервы» (Ташкент)   |
| 1-й средний вес     | Иосиф Беришвили Вооружённые Силы (Тбилиси)         | Аво Талпас «Калев» (Кохтла-Ярве)              | Геннадий Корбан Вооружённые Силы (Курган)        |
| 2-й средний вес     | Эстате Гогличидзе Вооружённые Силы (Тбилиси)       | Виктор Авдышев «Нефтчи» (Баку)                | Айрапет Минасян «Динамо» (Ереван)                |
| Полутяжёлый вес     | Николай Балбошин «Динамо» (Москва)                 | Михаил Саладзе Вооружённые Силы (Тбилиси)     | Измаил Екутич «Спартак» (Краснодар)              |
| Тяжёлый вес         | Александр Колчинский Вооружённые Силы (Киев)       | Шота Морчиладзе «Буревестник» (Тбилиси)       | Владимир Фрейц «Колос» (Одесса)                  |